# Lebenserhaltungssystem

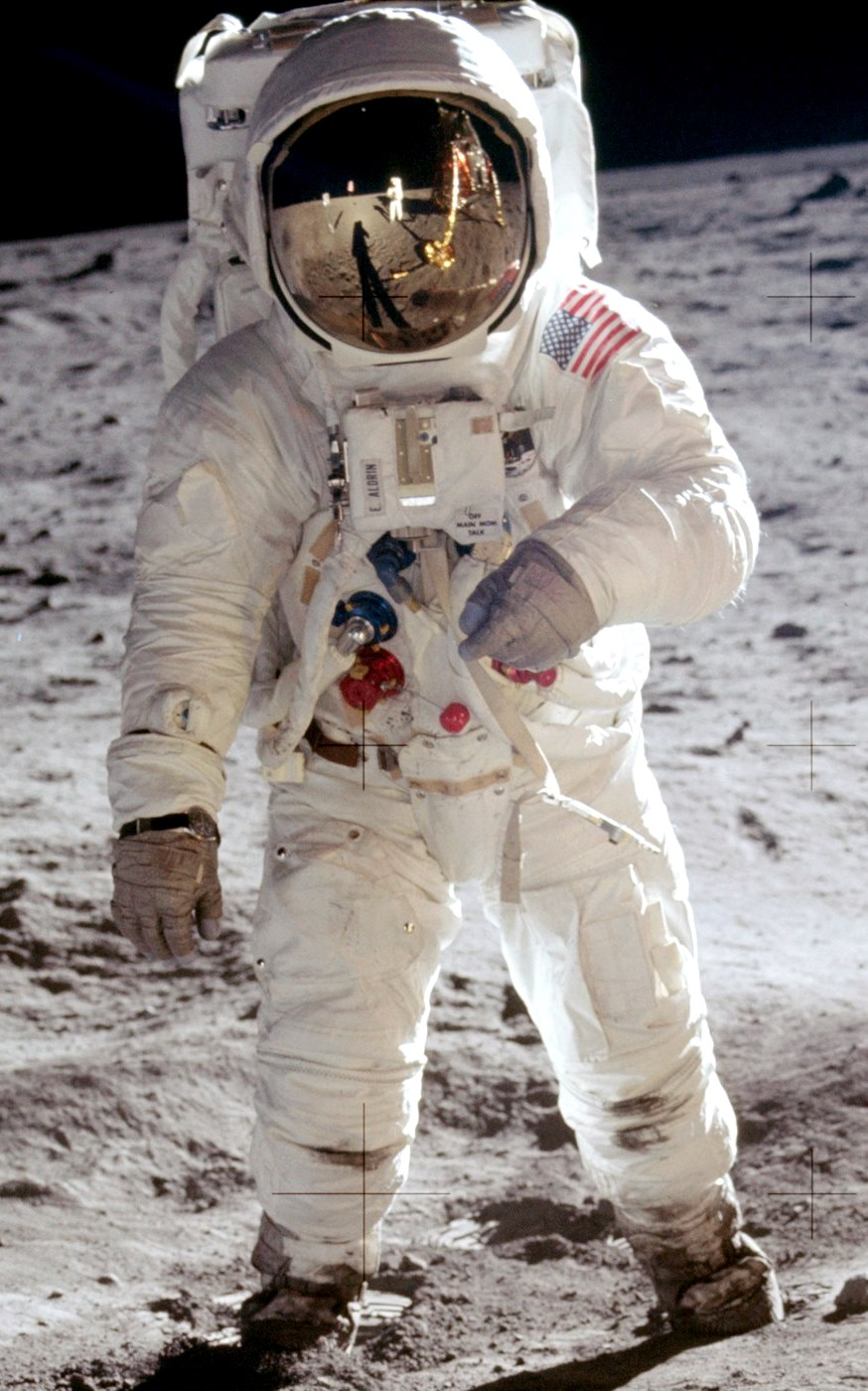
Raumanzüge ermöglichen dem Menschen den Aufenthalt im Weltraum

Als Lebenserhaltungssystem werden Technologien oder Technologiekombinationen bezeichnet, die Lebewesen das Überleben in Umgebungen ermöglichen, in denen ihr Überleben eigentlich nicht möglich ist. Je nach Lebensform werden Lebenserhaltungssysteme an unterschiedlichen Orten benötigt, bezogen auf Menschen beispielsweise im Weltraum oder in der Tiefsee. Auf der Erde stellt die Biosphäre das Lebenserhaltungssystem der Lebewesen dar.

## Funktionsweise
Zum Überleben sind je nach Umweltbedingungen und Einsatzzeitdauer unterschiedliche Systeme notwendig. Während bereits die Pressluftflasche und der Taucheranzug eines Tauchers als Lebenserhaltungssystem bezeichnet werden kann, ist für umfangreichere, komfortablere oder auf längere Aufenthaltsdauer ausgelegte Systeme mehr Platz und Energie notwendig, womit entweder ein stationäres Gebäude oder ein Fahrzeug (Raumschiff, U-Boot) erforderlich wird.
Zu den Hauptfunktionen von Lebenserhaltungssystemen zählen die Versorgung mit Atemgas, Klimatisierung und die Wasserversorgung sowie indirekt (da zur Versorgung der Systeme) die Energieversorgung. Unter Extrembedingungen wie im Weltall oder der Tiefsee ist auch der Schutz vor schädlicher Strahlung oder dem Außendruck sowie die Feuererkennung und -bekämpfung darunter zu zählen. Die Versorgung mit Nahrung wird nicht immer direkt zu den Aufgaben eines Lebenserhaltungssystems gerechnet, da diese bisher nur durch Lagerung zur Verfügung gestellt werden. Bei der russischen Weltraumtechnik wird diese mit dazugezählt, während die NASA eher von Crew Systems oder Crew Habitation Systems spricht. Bei zukünftiger und zeitlich längerer Abhängigkeit von Lebenserhaltungssystemen ist jedoch auch die Einbeziehung der Nahrungsversorgung notwendig. Ein Beispiel ist die Simulation eines solchen Systems im Rahmen von Biosphäre 2 und anderer ähnlicher Projekte.
Für Menschen bedeutet dies, dass pro Person im Ruhezustand oder leichter Tätigkeit pro Tag etwa 800 g Sauerstoff, 2,5 l Trinkwasser und 700 g Nahrungsmittel und je nach Komfort und System zwischen 1 und 5 l Wasser für hygienische Aufwendungen und eine entsprechende Energiemenge zur Klimatisierung und Versorgung bereitgestellt werden müssen. Abhängig von Arbeits- und Einsatzbedingungen erhöhen sich diese Werte. Da die notwendigen Vorräte und Abfallmengen mit der Dauer und der Anzahl der Personen steigen, gewinnt in diesem Zusammenhang die Regeneration und die Aufarbeitung in geschlossenen Kreisläufen an Bedeutung, was den Übergang von offenen zu geschlossenen Systemen beschreibt. Dies bedeutet, dass die jeweiligen Verbrauchsstoffe aus Abfallprodukten durch meist mehrstufige mechanische, physikalische oder chemische Prozesse zurückgewonnen werden. In Abhängigkeit von den Einsatzbedingungen und den zur Verfügung stehenden Rohstoffen ist jedoch auch eine direkte Synthese (wie zum Beispiel die Gewinnung von Sauerstoff und Wasser aus Meerwasser an Bord von U-Booten) möglich. Die entsprechenden Ausgangs- und die anfallenden Abfallstoffe müssen gelagert, verteilt, regeneriert oder entsorgt werden, wozu eine entsprechende Ausrüstung bei der Konstruktion eines Lebenserhaltungssystems vorgesehen werden muss. Dazu sind zum Beispiel Kühlschränke, Tanks, Rohre, Pumpen, Mess- und Überwachungstechnik notwendig.

### Atemgas und Klimatisierung
Um Menschen ein Überleben zu ermöglichen, muss die Versorgung mit atembarem Gas (also Luft) sichergestellt werden. Dafür muss die Luft möglichst schadstofffrei sein und bestimmte Parameter einhalten. So wird an Bord der ISS ein Gesamtdruck von 97,9 bis 102,7 kPa, ein Sauerstoff-Partialdruck von 19,5 bis 23,1 kPa, ein Stickstoff-Partialdruck von weniger als 80 kPa und ein Kohlendioxid-Partialdruck von weniger als 1 kPa als akzeptabel angesehen. Die Lufttemperatur in der ISS liegt (einstellbar) zwischen 18,3 und 26,7 °C. Durch die Klimatechnik ist eine Luftfeuchtigkeit zwischen 25 und 75 % und eine konstante Luftbewegung zwischen 0,05 und 1,0 m/s gesichert, um Mikrobenwachstum und Schimmelbildung einerseits und eine zu trockene Luft (Gefahr der Funkenbildung) andererseits zu vermeiden. Hier kommen meist konventionelle Klimaanlagen mit Kältemitteln (z. B. Ammoniak oder Freon) zum Einsatz. Um die Luft zu entfeuchten, werden dabei kondensierende Wärmetauscher eingesetzt. Zur Kohlendioxidbindung werden wiederverwendbare Zeolithe oder Festamine, in Raumanzügen auch Lithiumhydroxid eingesetzt. Die Produktion von Sauerstoff erfolgt üblicherweise durch die Elektrolyse von Wasser und teilweise durch Rückgewinnung aus dem Kohlendioxid per Sabatier-Prozess und folgender Methan-Pyrolyse. Als Backup oder bei kurzfristigem Einsatz kommt auch komprimierter Sauerstoff oder chemische Reaktionen zur Lieferung von Sauerstoff zum Einsatz. Schadstoffe werden durch entsprechende Messmethoden wie zum Beispiel Massenspektrometer und Gaschromatographie ständig überwacht und per Molekularsieb, Aktivkohle oder Lithiumhydroxid ausgefiltert. In U-Booten gelten ähnliche Werte und es werden teilweise auch ähnliche Prozesse eingesetzt.

### Wasseraufbereitung
Für die Gewinnung von Trinkwasser, aber auch von Wasser für technischen Einsatz (wie Experimente, Brennstoffzellen, Hygiene …) werden je nach Erfordernissen wiederum verschiedene Systeme eingesetzt. In U-Booten kann durch Meerwasserentsalzung direkt Trinkwasser aus der Umgebung gewonnen werden. In Raumstationen werden Wiederaufbereitungssysteme verwendet, die Wasser aus der Kabinenluft per Kondensation, dem anfallenden Abwasser (Hygiene, Experimente …) sowie dem Urin der Raumfahrer gewinnen. Hier kommen beim Brauchwasser und Kondensat entsprechende Wasseraufbereitungssysteme (zum Beispiel Sorptions- oder Ionenaustauscher) und zusätzlich Konservierungsmittel (z. B. Iod oder Silberoxid) zum Einsatz. Für die Wiederaufbereitung des Urins existieren spezielle Raumfahrttoiletten, die erst mit aggressiven Chemikalien wie Ozon und Schwefelsäure eine Ammoniakbildung (Geruchsbelästigung) unterdrücken und dann den Urin per Destillation in Brauchwasser umwandeln.

### Crew Systems
Zu diesem Teil des Lebenserhaltungssystems zählen alle Dinge, die im direkten Zusammenhang mit dem Arbeiten und dem Wohlbefinden der Menschen bzw. Lebewesen bestehen. Dies ist vor allem bei längerfristiger Abhängigkeit von Lebenserhaltungssystemen notwendig. Dazu gehören alle Dinge der Körperhygiene, Nahrungsbereitstellung, -zubereitung und -aufbewahrung, Abfallbehandlung, medizinische Versorgung (dazu gehören auch Sportgeräte), Kleidung und weiteres. Dabei ist bei der Nahrung auf die Haltbarkeit der Lebensmittel und eine Versorgung mit allen lebenswichtigen Stoffen wie Vitaminen und Mineralien zu achten. Bei der Nahrungsversorgung im Weltall ist aufgrund der Schwerelosigkeit (Gefahr des Einatmens und der Ablagerung in Filter und Geräten) jegliche Form von pulverförmigen Stoffen (Zucker, Salz …) und krümeligen Nahrungsmitteln zu vermeiden.

## Beispiele für Lebenserhaltungssysteme
- Raumanzug
- Kreislauftauchgerät
- Aquarium
- Druckkabine